# 六氯合铱(III)酸
六氯合铱(III)酸是一种配位化合物，化学式为H3IrCl6。它的溶液可由六氯合铱(III)酸钠固体和盐酸反应得到，从溶液中可以析出(H3O)x－3IrIIIClx·nH2O固体。它在浓盐酸溶液中用紫外线照射，可以生成[IrCl6]2−并放出氢气。它和三甲基膦反应，生成fac-IrCl3[P(CH3)3]3。